# Циркуни
Циркуни́ — село в Україні, у Харківському районі Харківської області. Центр Циркунівської сільської громади. Населення становить більше 2 тисяч осіб.

## Назва
Стара назва «Церкуни». Назва походить від прізвища перших поселенців — Циркун (ст.-укр. Церкунъ < від д.-рус. церкꙑ — «церква»).

## Географія
Село Циркуни знаходиться на берегах річки Харків, нижче місця впадання в неї струмка В'ялий. Вище за течією на відстані в 1 км розташоване село Черкаські Тишки, нижче за течією на відстані 2 км розташоване місто Харків.
З півночі до селища примикає великий лісовий масив, більшість дерев становлять дуби. Між Циркунами та Черкаськими Тишками на березі річки Харків знаходиться невеликий сосновий ліс.
Поруч проходить автомобільна дорога М03 (Харківська окружна дорога). У селі Балка Куплеваха впадає у річку Харків.

## Історія

Циркуни на мапі 1783 року

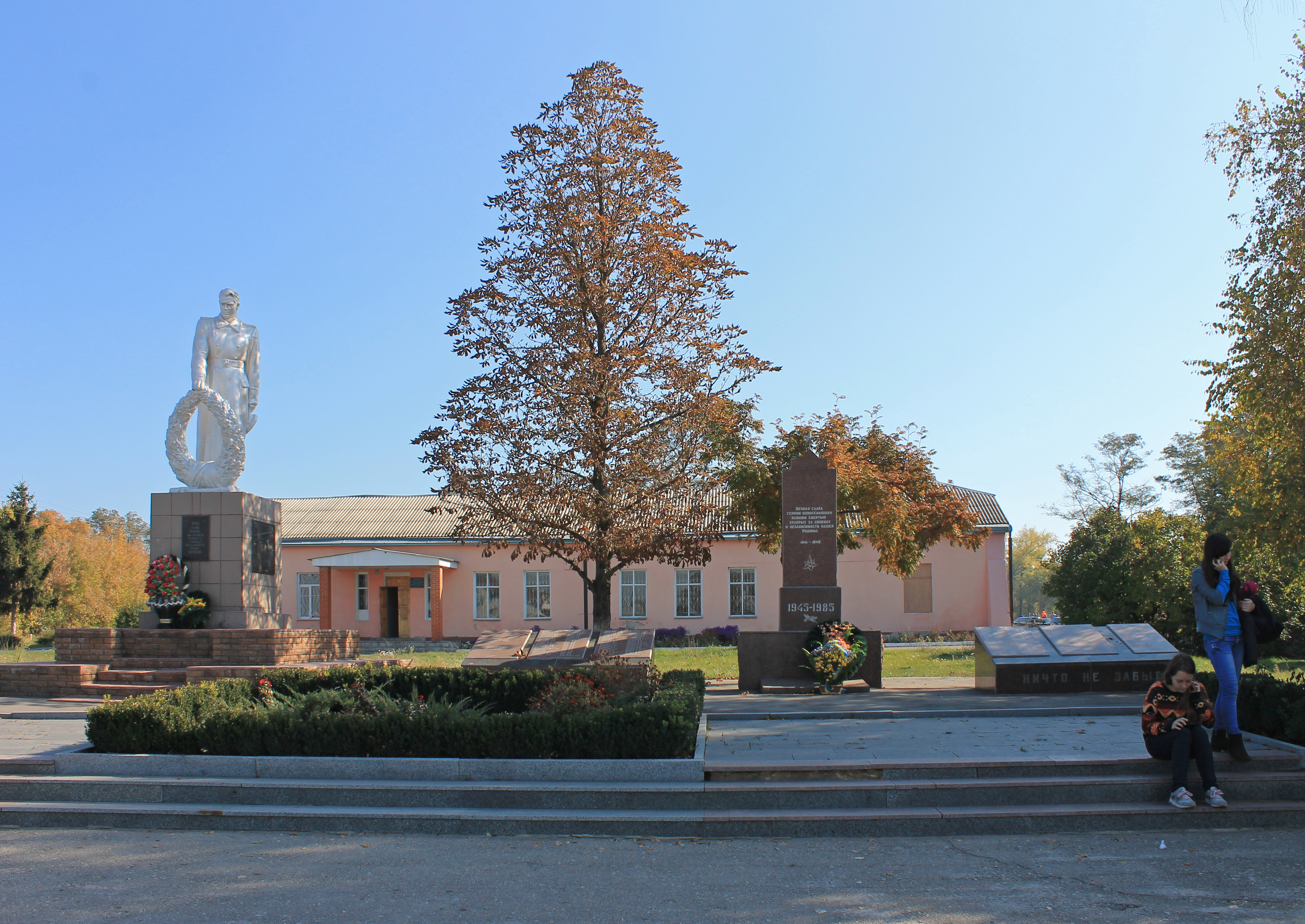
Братська могила

Археологи знайшли в околицях села поселення первісних людей, в тому числі 2 стоянки епохи неоліту і 2 поселення бронзової доби. Крім того, тут мешкали скіфські племена, так як вчені виявили тут 2 городища, поселення і могильник цих племен. Також тут знайдено поселення салтівської культури.
Перші поселенці з'явилися тут у другій половині XVII століття і побудували тут городище, чи «гуляй-город», з валами для захисту від татарських набігів.
Село вперше згадується у 1671 році.
За даними на 1864 рік у казенному селі, центрі Циркунівської волості Харківського повіту, мешкало 2707 осіб (1255 чоловічої статі та 1452 — жіночої), налічувалось 278 дворових господарств, існували православна церква та етапне приміщення.
Станом на 1914 рік кількість мешканців зросла до 6416 осіб.
Під час організованого радянською владою Голодомору 1932—1933 років померло щонайменше 257 жителів села.
У вересні 2012 року частина села (вулиці Гризодубова, Костьольна, Окружна, Циркунівська, Кутузівська, Наукова, відділення «Кутузівка», МЖК «Інтернаціоналіст») була включена в межі міста Харкова.

### Російська окупація у 2022 році
24 лютого 2022 року село було окуповано ЗС РФ, після чого стало опорним пунктом для танкових атак на Харків та артилерійських обстрілів району Північна Салтівка. Російські ЗМІ подають це так, ніби ЗСУ безпричинно обстрілюють село, ігноруючи запеклі бої біля об'їзної Харкова. Жителям не дозволяється евакуація на територію, підконтрольну Україні, також заблокована доставка звідти гуманітарної допомоги. Замість цього військовослужбовці російської армії пропонують жителям евакуйовуватись до країни-окупанта. Російські окупанти втратили контроль над селом 7 травня 2022 року. Обстріли села продовжувались і пізніше.

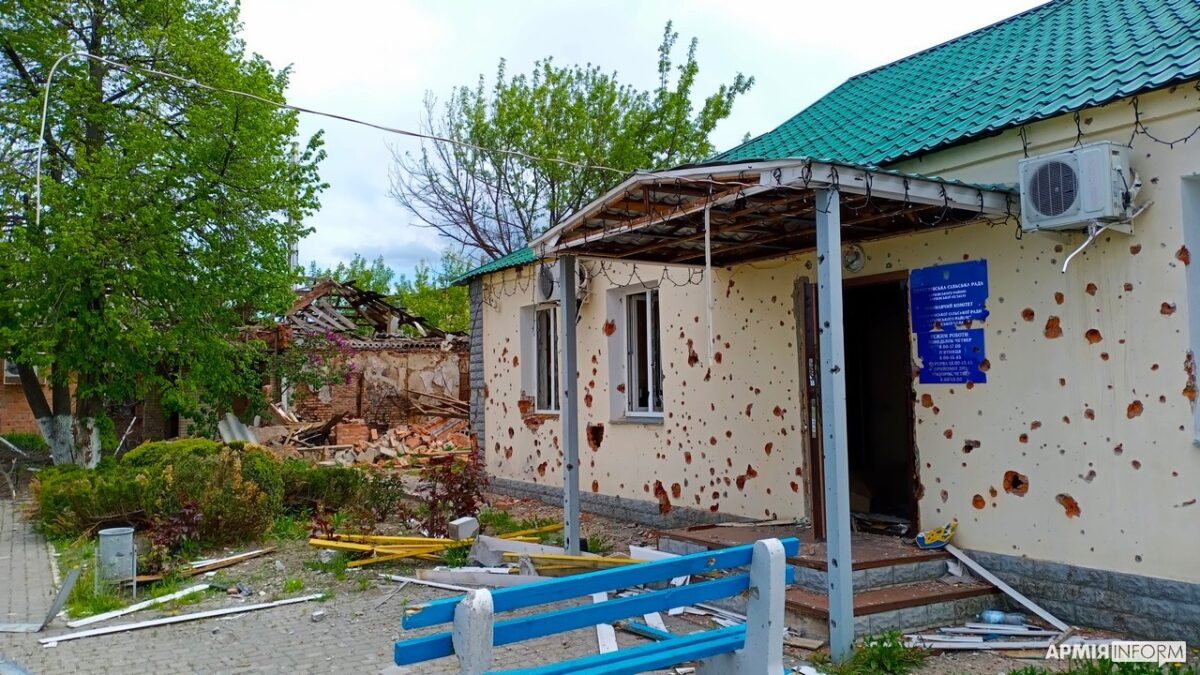
Сільрада після боїв та обстрілів

## Населення
Згідно з переписом УРСР 1989 року чисельність наявного населення села становила 5207 осіб, з яких 2452 чоловіки та 2755 жінок.
За переписом населення України 2001 року в селі мешкали 6284 особи.

### Мова
Розподіл населення за рідною мовою за даними перепису 2001 року:
| Мова       | Відсоток |
| ---------- | -------- |
| українська | 75,88 %  |
| російська  | 23,20 %  |
| білоруська | 0,25 %   |
| молдовська | 0,22 %   |
| вірменська | 0,17 %   |
| інші       | 0,28 %   |

## Постаті
Уродженцем Циркунів є Кузнєцов В'ячеслав Михайлович (1975—2014) — старшина Державної прикордонної служби України, учасник російсько-української війни.

## Сьогодення
У центрі села розташована головна площа з відреставрованим пам'ятником, Циркунівська сільська рада, середня і початкова школи, в яких 33 вчителі навчають 640 дітей, а також місцеві супермаркети «В прок» та «Делікатес» (раніше «Гастрономчік»). Також серед об'єктів соціальної сфери варто відзначити 2 бібліотеки з книжковим фондом 20 тис. примірників, клуб, дитячий садок, Будинок культури з залом на 230 місць, лікарню на 75 ліжок, фельдшерсько-акушерський пункт, стадіон та спортивний майданчик. Основну частину займають будинки радянських та імперських часів. Крім того, є ділянки на продаж, де будуються сучасні приватні будинки. Якість доріг в селищі була не найкраща, однак в 2019—2021 роках була капітально відремонтована центральна вулиця Соборна, також були асфальтовані деякі внутрішні вулиці.

## Підприємства та інфраструктура
На території Циркунів розташована центральна садиба радгоспу «Циркунівський», який створено в 1964 році. За ним закріплені 3805 га сільськогосподарських угідь, у тому числі 2800 га орної землі. Є консервний цех з виробничою потужністю 1,2 млн умовних банок за сезон. Напрямок господарства — овочево-молочний. За підсумками Всесоюзного соціалістичного змагання за зимовий період 1972—1973 рр. радгоспу вручено на вічне зберігання Червоний прапор Ради Міністрів СРСР і ВЦРПС. За успіхи в сільськогосподарському виробництві 21 працівник нагороджений орденами і медалями СРСР. Серед них орденом Леніна — А. Ф. Мережко, орденом Трудового Червоного Прапора — Г. К. Чернуха, П. Н. Сухопарів, М. Ф. Колупаєва, Н. Г. Гришко, Н. С. Гібкіна, А. І. Бутенко, Л. А. Момот.
На околицях і в межах села розташовані різні підприємства, в тому числі Циркунівський м'ясокомбінат, молочно-товарна ферма, «Полімерагро» АТ, ТОВ «Ринок Циркунівський», ТОВ «Кріотехгаз КПК».
На околиці села є ресторан «Гражда», в межах — кафе «Ретро-клаб».

## Пам'ятки
У селищі є і своєрідна пам'ятка — братська могила солдатів Червоної армії, де поховано 147 чоловік, а також тут розташований храм православних християн — церква Миколи Чудотворця.